# 羅密歐與茱麗葉之後現代激情篇
《羅密歐與茱麗葉之後現代激情篇》（英語：William Shakespeare's Romeo + Juliet）是一部1996年首映的美澳愛情片，為莎士比亞名劇《羅密歐與茱麗葉》的眾多電影版之一。電影由巴茲·雷曼執導，男女主角則由里安納度·狄卡比奧及克萊兒·丹妮絲扮演。

## 摘要
導演雖然沒有改變重要對白，卻對故事背景作了相當大程度的改編，如故事發生在現代，地點改成一個名為灘的虛構城市，角色決鬥的武器從刀劍變成槍械（但槍械牌子有「刀牌」和「劍牌」之分），而蒙特鳩與卡帕萊特兩個家族的對立亦不只是因世仇，更是為了黑幫戰爭；不少人將此片稱為《羅密歐與茱麗葉》的MTV版。

## 反映
此片叫好亦叫座，不但於1997年柏林影展獲得多個獎項，在票房收入上也非常成功，只用了約1千4百50萬美元拍攝，國際票房卻總共有1億4千7百萬美元。

## 芭蕾舞版
2007年，此片被國際盛名的芭蕾編舞家Peter Martins改編成芭蕾舞劇，配樂則沿用了謝爾蓋·普羅科菲耶夫的音樂。

## 相關文獻
- Lehmann, Courtney. "Strictly Shakespeare? Dead Letters, Ghostly Fathers, and the Cultural Pathology of Authorship in Baz Luhrmann's 'William Shakespeare's Romeo + Juliet'." Shakespeare Quarterly. 52.2 (Summer 2001) pp. 189–221.

## 外部連結
- 官方網站，存于
- 互联网电影数据库（IMDb）上《羅密歐與茱麗葉之後現代激情篇》的资料（英文）
- AllMovie上《羅密歐與茱麗葉之後現代激情篇》的资料（英文）
- Box Office Mojo上《羅密歐與茱麗葉之後現代激情篇》的資料（英文）
- 爛番茄上《羅密歐與茱麗葉之後現代激情篇》的資料（英文）